# Cape Cloos
Cape Cloos är en udde i Antarktis. Den ligger i Västantarktis. Argentina, Chile och Storbritannien gör anspråk på området.
Terrängen inåt land är huvudsakligen kuperad, men åt nordväst är den platt. Havet är nära Cape Cloos åt nordväst. Trakten är glest befolkad. Närmaste befolkade plats är Vernadsky Station, 18,6 kilometer sydväst om Cloos.